# Dactylactis armata
Espèce
Dactylactis armata est une espèce de cnidaires de la famille des Arachnactidae.

## Systématique
Le nom valide complet (avec auteur) de ce taxon est Dactylactis armata Van Beneden, 1897.